# Virtual Bowling
Virtual Bowling (バーチャルボウリング) é um jogo de esporte que foi lançado para o console portátil Virtual Boy, em 1995, exclusivamente para o Japão.[carece de fontes?] Ele é considerado um dos melhores jogos lançados para o portátil, sendo caracterizado pela Planet Virtual Boy como "uma perfeita conversão do esporte boliche".